# Justus Claus
Justus Claus (* 9. Juni 1922 in Taura bei Burgstädt; † 28. April 2004 in Leipzig) war ein deutscher Mediziner und ehemaliger Politiker und Funktionär der DDR-Blockpartei LDPD. Er war Abgeordneter der Volkskammer der DDR und langjähriges Mitglied des Zentralvorstandes der LDPD.

## Leben
Claus, Sohn eines Lehrers, besuchte die Volks- und Oberschule, legte 1940 das Notabitur ab. Er beantragte am 12. April 1940 die Aufnahme in die NSDAP, wurde zum 1. September desselben Jahres aufgenommen (Mitgliedsnummer 7.726.951) und zum Kriegsdienst eingezogen. Claus geriet in Kriegsgefangenschaft. 
Nach dem Krieg war er 1945/46 Neulehrer und Schulleiter. 1946 nahm er ein Studium der Medizin auf. Er promovierte später zum Dr. med. Im Mai 1946 trat er der LDPD bei, war von 1946 bis 1950 Abgeordneter im Kreistag Rochlitz, von 1950 bis 1952 Mitglied des Sächsischen Landtages und von 1952 bis 1954 des Bezirkstages Leipzig. 1954 wurde Claus Stationsarzt und 1956 stellvertretender Kreis- und Jugendarzt in Leipzig-Land. Von 1954 bis 1958 war er Abgeordneter der Volkskammer und Mitglied des Ausschusses für Gesundheitswesen. 1960 folgte er einem Aufruf zur solidarischen medizinischen Hilfeleistung in der Demokratischen Republik Kongo. Von 1963 bis 1981 war er erneut Mitglied des Bezirkstages Leipzig. Claus arbeitete als Bezirksarzt, also als Leiter der medizinischen Verwaltung des gesamten Bezirkes, und war Mitglied des Rates des Bezirkes Leipzig. Anschließend war er Hochschullehrer und Dekan an der Karl-Marx-Universität Leipzig, wurde 1974 zum außerordentlichen Professor berufen und wurde Direktor des Bereiches Medizin der Universität. 
Claus war langjähriges Mitglied des Zentralvorstandes der LDPD.

## Schriften
- Über die in der Universitäts-Frauenklinik Leipzig in den Jahren 1937 bis 1950 ursächlich behandelten Carcinoma vaginae und Carcinoma vulvae. Leipzig 1958.

## Auszeichnungen
- Vaterländischer Verdienstorden in Bronze (1975)